# Seo Dong-hyun
Seo Dong-hyun (서동현?, 徐東鉉?; Hongcheon, 5 giugno 1985) è un ex calciatore sudcoreano, di ruolo attaccante.